# Лванга, Сиприан Кизито
Сиприан Кизито Лванга (англ. Cyprian Kizito Lwanga; 19 января 1953, Наггалама, протекторат Уганда — 3 апреля 2021, Кампала, Уганда) — угандийский прелат. Епископ Касаны-Луверо с 30 ноября 1996 по 19 августа 2006. Архиепископ Кампалы с 19 августа 2006 по 3 апреля 2021.